# آلبرتو باسکس-فیگروئا
آلبرتو باسکِـس-فیگِـروئا (اسپانیایی: Alberto Vázquez-Figueroa‎؛ زادهٔ ۱۱ نوامبر ۱۹۳۶) مخترع، نویسنده ادبیات داستانی، روزنامه‌نگار، فیلم‌نامه‌نویس و کارگردان فیلم اهل اسپانیا است. او بیش از هفتاد رمان منتشر کرده که بر اساس آمار سال ۲۰۱۰، بالغ بر ۲۵ میلیون نسخه از آثارش در سراسر جهان به فروش رفته است.
از فیلم‌ها یا مجموعه‌های تلویزیونی که وی در آن‌ها نقش داشته‌است، می‌توان به آشانتی، ایگوانا و روتوایلر اشاره نمود.